# Pierre Katz
Pour l’article homonyme, voir Pierre Katz (designer).
Pierre Katz, né le 8 janvier 1941 à Cluj (alors appelée Kolozsvár, dans le Royaume de Hongrie, dans l'actuelle Roumanie), et mort le 15 avril 2011 à Pully (dans le canton de Vaud, en Suisse), est un écrivain et bibliothécaire vaudois. 

## Biographie
Pierre Katz, écrivain juif hongrois, est né en Transylvanie alors occupée par la Hongrie. Déporté par les nazis à Bergen-Belsen avec toute sa famille, excepté son père, fusillé, il en réchappe à l'âge de trois ans.
Après le camp de concentration, Pierre Katz s'installe à Lausanne, obtient une licence ès sciences politiques, devient citoyen suisse et choisit la profession de bibliothécaire.
Membre de l'Association des bibliothécaires suisses, de l'Association vaudoise des écrivains et du Groupe d'Olten, Pierre Katz écrit des romans, des nouvelles et de la poésie.
La grande majorité de son œuvre est marquée par la Seconde Guerre mondiale et la shoah. L'intimité du poète avec les fours crématoires, la mort de son père, le racisme, les innombrables douleurs ont donné naissance à des œuvres au titre évocateur : À en crever, Angoisses, Auschwitz, Poznan, requiem juif. La ligne du destin. Écrits concentrationnaires (1984) rassemble des textes brefs au style accéléré, « fragments de visions des camps et morceaux éclatés du programme scientifique de destruction du peuple juif » (Roger Francillon, Histoire de la littérature en Suisse romande, p. 325). Pierre Katz a également publié un reportage sur l'ex-camp de Bergen-Belsen en 1965.

## Sources
- 24 Heures, articles du 29 juin 1990 et du 20 avril 2011
- « Pierre Katz », sur la base de données des personnalités vaudoises sur la plateforme « Patrinum » de la Bibliothèque cantonale et universitaire de Lausanne.
- Anne-Lise Delacrétaz, Daniel Maggetti, Ecrivaines et écrivains d'aujourd'hui, p. 198
- Roger Francillon, Histoire de la littérature en Suisse romande, vol. 4
- A D S - Autorinnen und Autoren der Schweiz - Autrices et Auteurs de Suisse - Autrici ed Autori della Svizzera